# Göran Witting
Carl Göran Witting, född 2 april 1925 i Göteborg, död 27 oktober 2017 i Göteborg, var en svensk seglare. Han tävlade för Göteborgs KSS.
Witting tävlade i 5,5 metersklassen för Sverige vid olympiska sommarspelen 1960 i Rom. Tillsammans med klubbkamraterna Sten Elliot och Claes Turitz seglade de båten Iasha till en femte plats.